# Inazawa
Inazawa è una città giapponese della prefettura di Aichi.